# Daniel Albaladejo
Daniel Albaladejo (Cartagena, 23 de diciembre de 1971) es un actor español. Estudió en la Escuela Superior de Arte Dramático de Murcia entre los años 1991 y 1994. 
Como actor de teatro ha participado en más de 30 obras, algunas tan importantes como La visita de la vieja dama, La fundación de Antonio Buero Vallejo y San Juan, todas en el Centro Dramático Nacional. Rostro muy conocido de la pequeña pantalla por series como Hospital Central, El Súper, Aquí no hay quien viva o Camera Café.

## Filmografía

### Cine
| Año  | Título                                       | Personaje                   | Dirección                              |
| ---- | -------------------------------------------- | --------------------------- | -------------------------------------- |
| 2024 | Laberinto de sombras                         | Don Julián - Padre de Elena | Alfredo Contreras                      |
| 2023 | Samuel (cortometraje)                        | Samuel                      | David del Águila                       |
| 2022 | Alumbramiento (cortometraje)                 | Psicólogo                   | Imanol Ortiz López                     |
| 2022 | Camera Café: la película                     | Benito Avendaño             | Ernesto Sevilla                        |
| 2021 | Cinco estrellas (cortometraje)               | Carlos                      | Roberto Jiménez                        |
| 2021 | Oculto (cortometraje)                        | Padre, guardia de seguridad | Imanol Ortiz López                     |
| 2019 | Una vida asegurada (cortometraje)            | Jefe                        | Jesús Martínez Nota                    |
| 2018 | Niña de trapo (cortometraje)                 | Mauro                       | Roberto Montalbo                       |
| 2018 | El barbero (cortometraje)                    | Barbeo                      | Lito Campillo                          |
| 2018 | Solo Dios perdona los pecados (cortometraje) | Cura                        | Ana Ballabriga y David Zaplana         |
| 2017 | Regreso al horizonte                         |                             | Chumilla-Carbajosa                     |
| 2017 | Fe de etarras                                | Policía municipal           | Borja Cobeaga                          |
| 2017 | Valores (cortometraje)                       | Marcelo                     | Dany Campos                            |
| 2016 | Nini (cortometraje)                          |                             | David Moreno                           |
| 2016 | La madriguera                                |                             | Kurro González                         |
| 2014 | Isabel. La Reina                             | Alfonso V de Portugal       | Félix Llorente                         |
| 2013 | Tea & Sangria                                | José María                  | Peter Domankiewicz                     |
| 2012 | Jacobo (cortometraje)                        | Fermín                      | David del Águila                       |
| 2009 | Adiós muñeca (cortometraje)                  | Samuel                      | Hugo Sanz                              |
| 2009 | Larga espera (cortometraje)                  | Daniel                      | Yuke Ward                              |
| 2004 | El asombroso mundo de Borjamari y Pocholo    | Vigilante                   | Juan Cavestany y Enrique López Lavigne |
| 2002 | Navidad en el Nilo                           |                             | Neri Parenti                           |
| 1999 | Zapping                                      |                             | Chumilla-Carbajosa                     |

### Televisión
- Sueños de libertad (2024-actual) en Antena 3 como Agustín Mendieta.
- La noche más larga (2022) en Netflix como Cherokee.[1]
- El Cid (2020) en Amazon Prime Video como Maestro Orotz.
- Servir y proteger (2019) en TVE como Pedro Iriarte.
- Hospital Valle Norte (2019) en TVE .
- El accidente (2017-2018) en Telecinco como Julián.
- Sé quien eres (2017) en Telecinco como Yeyo.
- Chiringuito de Pepe (2016) en Telecinco como Francisco José Buitrago "El Ternerilla".
- Amar es para siempre (2015) en Antena 3 como Felipe Barbate.
- Isabel (2012-2013) en TVE como Alfonso V de Portugal.
- Aída (2011) en Telecinco como preso.
- Hoy quiero confesar (2011) como Jorge Martín.
- Acusados (2009-2010) en Telecinco como Diego Luque.
- ¡Fibrilando! (2009) en Telecinco como Benito Avendaño.
- Camera Café (2005-2009) en Telecinco como Benito Avendaño.
- Hospital Central (2003) en Telecinco.
- Aquí no hay quien viva (2004) en Antena 3.

### Teatro
- El Alcalde de Zalamea (2024), de Calderón de la Barca, con dirección de José Luis Alonso de Santos.

- Amistad (2023), de Juan Mayorga
- El Caballero de Olmedo (2018), de Eduardo Vasco
- Malvados de oro (2016), de José Bornás
- Reikiavik (2015), de Juan Mayorga
- La lengua en pedazos (2015), de Juan Mayorga
- Otelo (2014), de Shakespeare
- ¡Ay Carmela! (2013), de José Sanchis Sinisterra
- La Estrella de Sevilla (2009), de Lope de Vega.
- El castigo sin venganza (2006), de Lope de Vega.
- Pares y Nines de José Luis Alonso de Santos.
- Bajarse al moro de José Luis Alonso de Santos.
- Don Quijote. Versión de Bolev Polivka dirigido por Carlos Trafic.
- Rey negro, de Ignacio del Moral, con dirección de Eduardo Vasco.
- Alesio, de Ignacio García May, dirigido por F.G. Vicente
- San Juan, de Max Aub, director Juan Carlos Pérez de la Fuente.
- La fundación, de Buero Vallejo, director Juan Carlos Pérez de la Fuente.
- La visita de la vieja dama, de Friedrich Dürrenmatt director Juan Carlos Pérez de la Fuente.
- Don Juan Tenorio, dirigido por Eduardo Vasco para la CNTC.
- La fuerza lastimosa de Lope de Vega bajo la dirección de Eduardo Vasco.
- La diversión del huésped, de Joe Orton, bajo la dirección de Eduardo Vasco.
- Sueños y Folias, de Ignacio García May, dirigido por Josep M. Mestres y Jordi Savall.
- Psicosis 4.48, de Sarah Kane dirigido por Guillermo Heras.
- Ganas de matar en la punta de la lengua, de X. Durringer dirigido por Guillermo Heras.
- La negra, de Miguel Cruz González dirigido por Guillermo Heras.
- Auto de la Sibila Casandra de Gil Vicente, con dirección de Ana Zamora.
- La bella Aurora, de Lope de Vega, con dirección de Eduardo Vasco.
- Don Juan Tenorio, con dirección de Eduardo Vasco.
- Hamlet, de Shakespeare, con dirección de Eduardo Vasco.
- Noche de Reyes, de Shakespeare, con dirección de Eduardo Vasco.

## Premios
- Premio de la Unión de Actores: Mejor actor de reparto por el papel de Benito en Camera Café (2005).